# CBN Cuiabá
CBN Cuiabá é uma emissora de rádio brasileira sediada em Cuiabá, capital do estado do Mato Grosso. Opera no dial FM, na frequência 95.9 MHz, e é afiliada à CBN. A emissora pertence aos empresários Ivan Leocádio e Alberto Machado, que também controlam uma cadeia de rádios no interior do Mato Grosso intitulada Mega FM (que operava em Cuiabá desde 2009 até a estreia da CBN). A 95.9 MHz é a primeira rádio FM instalada em Cuiabá, inaugurada em 8 de abril de 1978 como Cuiabana FM.

## História
Primeira emissora de rádio FM instalada em Cuiabá, a Rádio Cuiabana FM foi inaugurada em 8 de abril de 1978, sob iniciativa do empresário e ex-bicheiro João Arcanjo Ribeiro. Além da 95.9 MHz, o empresário passou a contar com a rádio Club FM em 1999, que era de propriedade da Rede Matogrossense de Comunicação, e funcionava em 89.5 MHz. Nos anos 2000, as duas FMs entraram em declínio após denúncia de envolvimento de João Arcanjo Ribeiro no assassinato do empresário Domingos Sávio Brandão, que teria encomendado o crime após reportagens do jornal Folha do Estado expor esquema criminoso mantido por Arcanjo. Em 2003, a Club FM teve a concessão cassada pelo Ministério das Comunicações. A Cuiabana FM não sofreu sanção, mas passou por problemas financeiros.
Em 2009, a Cuiabana FM passa a se chamar Mega 95 FM, liderada pelos empresários Ivan Leocádio e Alberto Machado (parceiros de uma dupla sertaneja chamada Dois a Um). Nos anos seguintes, a Mega FM passa por expansão no interior do estado, estreando em Rondonópolis (em emissora pertencente a Alberto Machado) e Nova Mutum (em parceria com o Grupo Método de Comunicação, do empresário Hugo Henrique Garcia). Em novembro de 2020, a 95.9 MHz passou a fazer expectativa para estreia da CBN, marcando o retorno da rede após duas passagens no dial AM, sendo a última encerrada em 2017 após migração da antiga 590 kHz para a FM 98.3 MHz (hoje Vila Real FM). A estreia da rede aconteceu em 30 de novembro de 2020 e a programação local entrou no ar no dia 11 de janeiro de 2021.